# 郭安 (明朝)
郭安（1425年—？年），字邦寧，河南省開封府許州襄城縣人，民籍，治《書經》，年二十四歲中式正統十三年戊辰科第三甲第六十六名進士。十一月初二日生，行一，曾祖郭參；祖郭恕；父郭熙；母范氏。慈侍下，妻劉氏。由縣學增廣生中式河南鄉試第一名舉人，會試中式第一百三十九名。